# Jorgelina Aruzzi
Jorgelina Aruzzi (30 settembre 1974) è un'attrice argentina, attiva soprattutto per telenovela.

## Filmografia parziale
Cinema
- Corazón de león, regia di Marcos Carnevale (2013)
- Se permetti non parlarmi di bambini! (Sin hijos), regia di Ariel Winograd (2015)

Televisione
- Campeones de la vida (2001)
- Son amores (2002-2003)
- La niñera (2004)
- Amor mío (2005)
- Chiquititas (2006)
- Alguien que me quiera (2010)
- Los únicos (2011)
- El hombre de tu vida (2011)
- La dueña (2012)
- Los únicos (2012)
- Los vecinos en guerra (2013)
- Viudas e hijos del rock and roll (2014)
- Educando a Nina (2016)